# Temporada da Superleague Fórmula de 2011
A Temporada da Superleague Fórmula de 2011 é o quarto campeonato da Superleague Fórmula. Em 2011 o campeonato passou a ser designado como Superleague Fórmula Nations Cup", após o acordo de patrocínio e de nome com a Sonangol, iniciado em 2009 e com a duração de duas épocas, ter expirado. A primeira ronda da época foi disputada entre 3 e 5 de Junho, em Assen (Holanda), e a época irá terminar a 11 de Dezembro em Taupo, Nova Zelândia, após 8 rondas que incluem passagens, pela primeira vez, no Brasil e no Médio Oriente.
Depois de três épocas nas quais os carros correram com as cores de clubes de futebol, em 2011 os pilotos correm também a representar as cores de um país, com os países a constituirem o nome das equipas, em alguns casos juntamente com o nome do clube (exemplo: a equipa do R.S.C. Anderlecht chama-se agora "Bélgica - R.S.C. Anderlecht), e noutros casos, como é o exemplo da Team China (que entrou em corridas em 2010) as equipas terão apenas o nome do país, à semelhança do que acontecia no extinto A1GP. Isto representa o início do corte do forte vínculo que o campeonato tentou fazer ao futebol, ligando cada participante a um clube de futebol. Em 14 equipas, oito não estão ligadas a clubes de futebol.

## Equipas e pilotos
| Equipa/Clube                           | Equipa Técnica             | Nº | Piloto(s)           | Rondas               |
| -------------------------------------- | -------------------------- | -- | ------------------- | -------------------- |
| Team Belgium – R.S.C. Anderlecht       | Azerti Motorsport          | 1  | Neel Jani           | Todas até ao momento |
| Team Netherlands – PSV Eindhoven       | Azerti Motorsport          | 2  | Yelmer Buurman      | Todas até ao momento |
| Team France – Girondins de Bordeaux    | Azerti Motorsport          | 3  | Tristan Gommendy    | Todas até ao momento |
| Team Czech Republic – AC Sparta Prague | Atech Reid GP              | 4  | Filip Salaquarda    | Todas até ao momento |
| Team Luxembourg                        | Atech Reid GP              | 5  | Frédéric Vervisch   | Todas até ao momento |
| Team New Zealand                       | Atech Reid GP              | 6  | Earl Bamber         | Todas até ao momento |
| Team New Zealand                       | Atech Reid GP              | 6  | Chris van der Drift |                      |
| Team Japan                             | Atech Reid GP              | 7  | Duncan Tappy        | Todas até ao momento |
| Team Japan                             | Atech Reid GP              | 7  | Robert Doornbos     | 2                    |
| Team Netherlands                       | Atech Reid GP              | 8  | Robert Doornbos     | 1                    |
| Team Russia                            | Atech Reid GP              | 17 | Mikhail Aleshin     | 2                    |
| Team Spain – Atlético de Madrid        | EmiliodeVillota Motorsport | 9  | María de Villota    | Todas até ao momenot |
| Team Turkey – Galatasaray S.K.         | EmiliodeVillota Motorsport | 10 | Andy Soucek         | Todas até ao momento |
| Team China                             | EmiliodeVillota Motorsport | 11 | Ho-Pin Tung         | Todas até ao momento |
| Team South Korea                       | EmiliodeVillota Motorsport | 19 | Max Wissel          | 2                    |
| Team Brazil                            | Alan Docking Racing        | 14 | Antônio Pizzonia    | Todas até ao momento |
| Team Australia                         | Alan Docking Racing        | 24 | John Martin         | Todas até ao momento |
| Team England                           | Alan Docking Racing        | 31 | Craig Dolby         | Todas até ao momento |

### Mudanças de pilotos
Entram/Regressam à Superleague Fórmula
- Depois de em 2010 ter corrido na Stock Car Brasil, Antônio Pizzonia regressa à Superleague Fórmula com a equipa representante do Brasil.
- Filip Salaquarda, que em 2010 correu nas Fórmula Renault 3.5, junta-se em 2011 à Superleague Fórmula, representando a nova equipa, Rep. Checa - AC Sparta Prague, operada pela Atech Reid Grand Prix.
- Chris van der Drift mudou-se para a Fórmula Renault 3.5 Series, iniciando 2011 com a equipa Mofaz Racing mas regressa à Superleague Fórmula para O GP de Zolder, a 2ª ronda do campeonato, em Zolder.[16]
- Max Wissel regressa ao campeonato na 2ª prova, em Zolder, em representação da Team South Korea.[13]
- Mikhail Aleshin, que em 2011 fez as quatro primeiras rondas das GP2 Series, ingressa no campeonato Superleague Fórmula na 2ª ronda de 2011, representando a equipa do seu país, a Team Russia.[12]

Deixam a Superleague Fórmula
- Adderly Fong e Hywel Lloyd regressam à Fórmula 3 Britânica para a temporada de 2011, com a Sino Vision Racing, bem como Bruno Méndez, a correr com a Hitech Racing.[17]
- Tendo competido na última corrida da época de 2010 com o PSV Eindhoven, Esteban Guerrieri passa às Firestone Indy Lights, com a equipa Sam Schmidt Motorsports.[18]
- Julien Jousse e James Walker correm nas Le Mans Series em 2011, depois de terem corrido na Superleague Fórmula em diferentes ocasiões em 2010.[19][20]
- Narain Karthikeyan, que correu para o PSV Eindhoven durante a maior parte da época de 2010, está de regresso à Fórmula 1 com a Hispania Racing Team, depois de uma ausência de cinco anos da categoria-rainha do automobilismo.[21]
- Celso Míguez disputa o Campeonato Espanhol de GT em 2011, com a equipa Aurora Racing Team. Isto depois de em 2010 ter competido em duas rondas da Superleague Fórmula.[22]
- O campeão de 2010 da Superleague Fórmula, Davide Rigon, progride para as GP2 Series em 2011 with team Scuderia Coloni.[23]

#### Mudanças a meio da época
- Chris van der Drift mudou-se para a Fórmula Renault 3.5 Series, iniciando 2011 com a equipa Mofaz Racing mas regressa à Superleague Fórmula para a 2ª ronda, o GP de Zolder, a disputar em Zolder.[16]
- Max Wissel regressa ao campeonato para a 2ª prova, em Zolder, para pilotar o carro da Team South Korea.[13]
- Mikhail Aleshin, que em 2011 fez as quatro primeiras rondas das GP2 Series, ingressa no campeonato Superleague Fórmula na 2ª ronda de 2011, representando a equipa do seu país, a Team Russia.[12]

### Calendário e Resultados
- A Superleague Fórmula anunciou o seu calendário completo para 2011 a 2 de Maio de 2011, que marca a viragem do campeonato para uma "Taça das Nações", com corridas em quatro diferentes continentes, num total de 8 rondas. Pela primeira vez serão disputadas no Brasil (duas provas), no Médio Oriente e na Nova Zelândia.[24] Estava ainda previsto que se realizasse uma ronda no circuito Smolensk Ring, na Rússia, mas a prova foi cancelada, com o pretexto de preparar o circuito e todas as suas infraestruturas para que tivessem condições de receber o campeonato em 2012.[25] Em Julho de 2011, o calendário no site oficial da competição mudou ligeiramente, com a exclusão da ronda no Médio Oriente, o recuo na confirmação dos circuitos de Curitiba e de Taupo, e ainda a inclusão de mais uma ronda na China (no circuito de Shangai) e de uma ronda na Coreia do Sul (Seul)[26]
- Aquando do anúncio do calendário, confirmou-se também que cada ronda seria conhecida por 'Grande Prémio'.[24]

| Ronda | Ronda | Grande Prémio     | Circuito                      | Data                   | Pole Position                                      | Volta mais Rápida                                       | Vencedores                                                                                      | Detalhes |
| ----- | ----- | ----------------- | ----------------------------- | ---------------------- | -------------------------------------------------- | ------------------------------------------------------- | ----------------------------------------------------------------------------------------------- | -------- |
| 1     | C1    | GP de Assen       | Assen                         | 4–5 de Junho           | França – GDB Tristan Gommendy Azerti Motorsport    | França – GDB Tristan Gommendy Azerti Motorsport         | Holanda – PSV Yelmer Buurman Azerti Motorsport                                                  | Detalhes |
| 1     | C2    | GP de Assen       | Assen                         | 4–5 de Junho           | França – GDB Tristan Gommendy Azerti Motorsport    | Rep. Checa - SPR Filip Salaquarda Atech Reid Grand Prix | Japão Duncan Tappy Atech Reid Grand Prix                                                        | Detalhes |
| 1     | S     | GP de Assen       | Assen                         | 4–5 de Junho           | Japão Duncan Tappy Atech Reid Grand Prix           | Brasil Antônio Pizzonia Alan Docking Racing             | Vencedores da 3ª corrida e do Fim-de-semana: Inglaterra Craig Dolby Alan Docking Racing         | Detalhes |
| 2     | C1    | GP de Zolder      | Zolder                        | 16–17 de Julho         | Inglaterra Craig Dolby Alan Docking Racing         | Nova Zelândia Earl Bamber Atech Reid Grand Prix         | Inglaterra Craig Dolby Alan Docking Racing                                                      | Detalhes |
| 2     | C2    | GP de Zolder      | Zolder                        | 16–17 de Julho         | França - GBD Tristan Gommendy Azerti Motorsport    | Australia John Martin Alan Docking Racing               | Australia John Martin Alan Docking Racing                                                       | Detalhes |
| 2     | S     | GP de Zolder      | Zolder                        | 16–17 de Julho         | Luxemburgo Frédéric Vervisch Atech Reid Grand Prix |                                                         | Vencedores da 3ª corrida e do Fim-de-semana: Luxemburgo Frédéric Vervisch Atech Reid Grand Prix | Detalhes |
| 3     | C1    | GP Goiânia        | Goiânia                       | 8-9 de Outubro de 2011 |                                                    |                                                         |                                                                                                 | Detalhes |
| 3     | C2    | GP Goiânia        | Goiânia                       | 8-9 de Outubro de 2011 |                                                    |                                                         |                                                                                                 | Detalhes |
| 3     | S     | GP Goiânia        | Goiânia                       | 8-9 de Outubro de 2011 |                                                    |                                                         | Vencedores da 3ª corrida e do Fim-de-semana:                                                    | Detalhes |
| 4     | C1    | TBC Brasil        | TBC                           | 15–16 de Outubro       |                                                    |                                                         |                                                                                                 |          |
| 4     | C2    | TBC Brasil        | TBC                           | 15–16 de Outubro       |                                                    |                                                         |                                                                                                 |          |
| 4     | S     | TBC Brasil        | TBC                           | 15–16 de Outubro       |                                                    |                                                         | Vencedores da 3ª corrida e do Fim-de-semana:                                                    |          |
| 5     | C1    | GP de Pequim      | Beijing Street Circuit        | 29–30 de Outubro       |                                                    |                                                         |                                                                                                 | Detalhes |
| 5     | C2    | GP de Pequim      | Beijing Street Circuit        | 29–30 de Outubro       |                                                    |                                                         |                                                                                                 | Detalhes |
| 5     | S     | GP de Pequim      | Beijing Street Circuit        | 29–30 de Outubro       |                                                    |                                                         | Vencedores da 3ª corrida e do Fim-de-semana:                                                    | Detalhes |
| 6     | C1    | GP de Shangai     | Shangai International Circuit | 5–6 de Novembro        |                                                    |                                                         |                                                                                                 | Detalhes |
| 6     | C2    | GP de Shangai     | Shangai International Circuit | 5–6 de Novembro        |                                                    |                                                         |                                                                                                 | Detalhes |
| 6     | S     | GP de Shangai     | Shangai International Circuit | 5–6 de Novembro        |                                                    |                                                         | Vencedores da 3ª corrida e do Fim-de-semana:                                                    | Detalhes |
| 7     | C1    | GP de Seul        | TBA                           | 12–13 de Novembro      |                                                    |                                                         |                                                                                                 | Detalhes |
| 7     | C2    | GP de Seul        | TBA                           | 12–13 de Novembro      |                                                    |                                                         |                                                                                                 | Detalhes |
| 7     | S     | GP de Seul        | TBA                           | 12–13 de Novembro      |                                                    |                                                         | Vencedores da 3ª corrida e do Fim-de-semana:                                                    | Detalhes |
| 8     | C1    | TBC Nova Zelândia | TBC                           | 10–11 de Dezembro      |                                                    |                                                         |                                                                                                 |          |
| 8     | C2    | TBC Nova Zelândia | TBC                           | 10–11 de Dezembro      |                                                    |                                                         |                                                                                                 |          |
| 8     | S     | TBC Nova Zelândia | TBC                           | 10–11 de Dezembro      |                                                    |                                                         | Vencedores da 3ª corrida e do Fim-de-semana:                                                    |          |